# Adultização
A adultização é um fenômeno social em que crianças ou adolescentes são expostos, ou incentivados, a comportamentos, responsabilidades e experiências típicas do mundo adulto antes de alcançarem a maturidade física, emocional e psicológica necessária para lidar com tais situações. Essa abreviação da infância pode gerar consequências significativas para o desenvolvimento integral da criança.
Nos Estados Unidos, o conceito também é empregado para descrever um viés racial segundo o qual crianças negras são percebidas como mais maduras e passíveis de culpabilização ou responsabilização do que crianças brancas da mesma idade, resultando em punições mais severas para condutas idênticas. Diversos estudos indicam que crianças negras têm maior probabilidade de receber punições por parte de figuras de autoridade, a exemplo de policiais e professores, quando comparadas a crianças brancas.
No Brasil, o fenômeno também se manifesta em forma de viés racial e de hipersexualização precoce inseridos no contexto mais amplo do racismo estrutural. Dados da plataforma "Violência contra a mulher" indicam que, entre 2011 e 2017, mais de 45% dos casos de abuso sexual registrados no país envolveram meninas negras de 0 a 9 anos, percentual mais de 7% superior ao observado entre meninas brancas no mesmo período.

## História

### Idade Média (até o século XVIII)
Segundo Philippe Ariès, na idade média a infância, como a concebemos hoje, não existia. As crianças eram frequentemente tratadas e percebidas como “adultos em miniatura”, e a sociedade medieval não estabelecia distinções significativas no tratamento delas com base no desenvolvimento humano.
Neil Postman descreve a condição da criança nesse período como uma situação de “invisibilidade”: não havia espaços privativos para elas, nem limites claros para o que os adultos podiam expor. Tudo era permitido diante de seus olhos — incluindo sexo, necessidades fisiológicas, jogos de azar, consumo de álcool, brigas, guerras e diversas formas de adultismo. Não havia consciência de que crianças não eram adultos.
Aos sete anos, a criança passava a ser considerada adulta, pois a Igreja Católica definia essa idade como o momento em que se alcançava discernimento entre o certo e o errado.

### Modernidade (séculos XV a XIX)
Na modernidade, tudo o que se referia às crianças se tornou um assunto sério e digno de atenção. No entanto, Ariès salienta que essa emergência da infância se deu principalmente para crianças de famílias burguesas, enquanto as crianças de classes economicamente fragilizadas continuaram a ter sua infância ignorada, tornando-se mão de obra barata.
Entre 1850 e 1950, a infância moderna foi exaltada, com roupas adequadas, mobiliário próprio, literatura específica, brincadeiras e músicas próprias, e um discurso legal que classificava as crianças como sujeitos diferentes dos adultos.

Apesar do discurso moderno que exaltava a infância como uma etapa protegida, Hollywood frequentemente expôs crianças à adultização precoce. A atriz Shirley Temple, ainda com três anos, participou dos curtas da série Baby Burlesks, como War Babies (1932) e Polly Tix in Washington (1933), nos quais interpretava papéis de conotação adulta e roupas inadequadas, recebendo beijos em troca de pirulitos ou seduzindo um senador. Décadas depois, a polêmica se repetiu em Taxi Driver (1976), com Jodie Foster no papel de uma jovem prostituta aos 12 anos, e em Pretty Baby (1978), em que Brooke Shields, também com 12 anos, viveu uma menina criada em um bordel.  A mesma atriz voltaria a causar polêmica ao estrelar A Lagoa Azul (1980), quando tinha apenas 15 anos, aparecendo nua em várias cenas que a colocavam em uma narrativa de descoberta sexual. Anos depois, a atriz Milla Jovovich, também com 15 anos, protagonizou a sequência De Volta à Lagoa Azul (1991), novamente exposta em nudez e erotização em plena adolescência.

### Contemporaneidade
Na contemporaneidade, há fortes indícios de que o "sentimento de infância" tende a desaparecer novamente. Postman e David Elkind acreditam que as mídias eletrônicas, como a televisão e, com maior intensidade, a internet, facultam esse desaparecimento. A adultização infantil, embora não seja um fenômeno inteiramente novo, assume novas nuances e características na contemporaneidade. Ela desconfigura o sentimento de infância advindo com a Modernidade e faz emergir uma "infância adultizada".
O uso excessivo de redes sociais, como TikTok, e a exposição a influenciadores digitais contribuem significativamente para a adultização e sexualização, expondo as crianças a conteúdos e tendências que imitam o universo adulto, muitas vezes sem a plena compreensão do impacto sobre sua identidade e saúde mental.

## Causas

### Sociedade, economia e cultura
Diversos fatores sociais contribuem para a adultização precoce. Em famílias em situação de vulnerabilidade socioeconômica, crianças frequentemente assumem papéis de cuidadores ou ajudantes financeiros: cuidar de irmãos menores, ajudar nas tarefas domésticas e até contribuir para a renda familiar são exemplos de responsabilidades adultas impostas prematuramente. Além disso, roteiros de vida sobrecarregados — com agendas repletas de compromissos como cursos extracurriculares, treinos e obrigações escolares — fazem as crianças trocarem o brincar por uma rotina de “mini-adultos”.
A adultização reflete desigualdades sociais e econômicas que, por sua vez, levam crianças e adolescentes a ingressarem no trabalho infantil para garantir a sobrevivência familiar, muitas vezes em condições informais e precárias. No âmbito do trabalho, a adultização está associada à exposição precoce desses jovens a ambientes e demandas profissionais que ultrapassam suas capacidades físicas e/ou cognitivas, muitas vezes relacionando a ascenção social à meritocracia.
A sociedade de consumo e a cultura midiática são vetores fortes da adultização. As crianças são bombardeadas por publicidade e cultura pop que vendem ideais adultos: referências de beleza, moda e celebridades ditam comportamentos semelhantes aos de adultos, valendo roupas, acessórios e estilos que não respeitam ada infância. Editorial de moda infantil, por exemplo, impõe padrões estéticos e comportamentais adultos desde cedo, enquanto a indústria publicitária nem sempre considera as particularidades infantis ao criar campanhas. A consequência é que muitos pequenos desejam produtos e status adultos (de brinquedos caros a gadgets de última geração), numa espécie de “mini-consumidor” impulsionado pela mídia. Outro aspecto é a valorização da fama e competição: concursos de beleza, apresentações de dança e reality shows infantis acostumam crianças ao palco e ao sucesso precoce, fazendo-as querer assumir papéis de destaque muito antes do tempo adequado.

### Racismo
Na literatura acadêmica, há consenso de que o racismo estrutural, aliado a práticas pedagógicas naturalizadas, contribui para a erotização e objetificação precoce dos corpos infantis negros, sobretudo de meninas. Esse fenômeno se expressa em comentários, brincadeiras e representações que atribuem conotações sexuais à criança negra, apagando aspectos fundamentais da infância e reforçando estereótipos de raça e gênero.

### Estrutura familiar
A dinâmica familiar influencia fortemente a adultização. Em lares conflituosos ou negligentes, a criança muitas vezes deve “crescer antes da hora” para lidar com problemas que seus pais não resolvem, assumindo o papel de adulto ou responsável. Por outro lado, em famílias superprotetoras, os pais podem impor expectativas excessivas (por comparação a si mesmos) que também aceleram o amadurecimento da criança. Exemplos comuns incluem: crianças que assumem cuidados de um avô doente, ajudam irmão pequeno com lições, ou se comportam como “o homem/mulher da casa” na ausência do pai ou mãe. Tais papéis invertidos antecipam a representação adulta e contribuem diretamente para a adultização precoce.

### Mídia, internet e redes sociais
Os meios de comunicação desempenham papel-chave na adultização. A internet e as redes sociais expõem as crianças a volumes gigantes de conteúdo adulto — do consumo desenfreado à sexualização — muitas vezes sem qualquer filtro. Pesquisa TIC Kids Online Brasil (2023) mostra que 88% das crianças e adolescentes de 9 a 17 anos já usam redes, e 66% afirmam ter criado perfil antes dos 12 anos. Essa hiperconectividade facilita o acesso a música, moda e “desafios” de adultos, além de debates impróprios à sua maturidade. Plataformas como o TikTok, em particular, disseminam tendências consumistas e comportamentais de adultos: dança provocativa, estereótipos de gênero e “estilo de vida” adulto tornam-se modelos a seguir, acelerando o processo de adultização. Além disso, a cultura do “cancelamento” e o excesso de exposição a feedbacks negativos podem afetar gravemente a saúde mental dos jovens: psicólogos relatam que comentários críticos e julgamentos precipitados em redes sociais geram insegurança, ansiedade e depressão em crianças ainda formando sua autoconcepção. Para agravar, muitos pais sequer acompanham o uso de telas — menos da metade das famílias monitora o tempo online dos filhos — expondo as crianças a conteúdos inadequados e ampliando a adultização.
Em 12 de agosto de 2025, o governo Lula anunciou a criação de um grupo de trabalho na Câmara dos Deputados, composto por parlamentares e especialistas, com o objetivo de desenvolver um projeto de lei para combater a exploração sexual infantil online. A iniciativa busca enfrentar a adultização de crianças e adolescentes nas plataformas digitais, caracterizada pela exposição precoce a conteúdos inadequados. A oposição ao governo do presidente Lula criticou a proposta de regulamentação das redes sociais, acusando a base governista de usar a proteção infantil como justificativa para regulamentar as redes. O deputado Nikolas Ferreira (PL-MG) criticou a medida, declarando que "não se deve utilizar uma pauta tão cara e preciosa como a proteção de crianças e adolescentes para fomentar a censura".

### Sexualização precoce
A sexualização precoce é forma explícita de adultização. Cenas sugestivas, linguagem erótica e exposições corporais inapropriadas — frequentes em vídeos musicais, programas de TV e mídias sociais — empurram as crianças para situações emocionais para as quais não estão preparadas. Especialistas alertam que essa erotização antecipada pode “adiantar a maturação afetiva e sexual” infantil, fazendo com que meninos e meninas queiram danças provocantes ou entendam precocemente a dinâmica adulto-sexual. Segundo Helison de Brito (psicólogo), uma das consequências da adultização é justamente a erotização precoce, associada a sedentarismo e baixa autoestima nas crianças. Por exemplo, danças do TikTok ou competições de beleza infantil muitas vezes envolvem coreografias e roupas sexualizadas – reforçando a ideia de que a criança deve atuar como adulto em contexto íntimo. Isso as torna mais vulneráveis a abusos: sem maturidade emocional para discernir limites, elas correm maior risco de exploração sexual.
A cultura do estupro é mencionada como uma das causas que incentiva a adultização. Maísa Silva e Larissa Manoela, durante sua carreira, foram midiaticamente indagadas sobre suas vidas sexoafetivas.

### Exposição e classe social
A exposição sensualizada de menores de idade também se articula com vulnerabilidades sociais (pobreza, rua, redes de exploração) que tornam crianças e jovens mais sujeitos à exploração sexual e até a práticas de abuso entre pares — o que exige olhar que integre demanda, oferta e as redes econômicas que lucram com isso e mercantilizam através do marketing ou criação de conteúdo.
Autores em sociologia, serviço social e comunicação social argumentam plataformas digitais aceleram a desaparição da infância ao transformar visibilidade, performance e erotização em normas sociais, em que meninas e meninos passam a experimentar a si mesmos através de registros, como através de fotos, vídeos ou interações por mensagens, que antecipam papéis sexuais e adultizados, e essa exposição reconfigura afetos, limites e fronteiras de cuidado.

## Fatores psicológicos
Do ponto de vista do desenvolvimento psicológico, acelerar fases de aprendizado e socialização é prejudicial. A infância é uma etapa essencial para a formação de cognição, moral e personalidade. Quando antecipamos a maturidade, a criança fica vulnerável: há maior incidência de ansiedade, depressão e dificuldades de relacionamento, além de prejudicar na socialização e na formação de uma identidade própria, uma vez que ela não teve tempo nem condições emocionais para assimilar tais estímulos. Esse fenômeno compromete a construção saudável da autoestima e da autopercepção, além de tornar meninos e meninas mais vulneráveis a situações de exploração.

## Prevenção e denúncias
No âmbito educacional, pais, responsáveis e educadores devem promover diálogos claros sobre limites, preservação da infância e riscos da exposição inadequada, especialmente no consumo de conteúdos midiáticos e no uso das redes sociais. Além disso, estratégias de prevenção incluem a capacitação de profissionais e a implementação de políticas públicas específicas para proteção infanto-juvenil.
O uso de emojis e símbolos também tem sido empregado como apito de cachorro por grupos e indivíduos envolvidos com pedofilia, como, por exemplo, os emojis de pizza, queijo e redemoinho.
No ambiente digital, a atuação de influenciadores e criadores de conteúdo pode ajudar a ampliar o debate sobre o tema. Em 2021, o influenciador brasileiro Felipe Neto alertou sobre uma trend no TikTok, onde crianças dançam uma letra erotizada, em 2019, ele denunciou que o YouTube facilitava pedófilos. Em 2024, a atriz e apresentadora Antônia Fontenelle publicou um vídeo denunciando o influenciador Hytalo Santos, que ganhou notoriedade por produzir vídeos com formato semelhante ao de reality show, gravado em casas ou mansões, onde crianças e adolescentes compartilhavam a rotinas, por exploração e sexualização de menores, e foi alvo de decisão judicial que determinou a remoção imediata do conteúdo publicado por ela e impôs uma multa diária em caso de descumprimento.
Funkeiros mirins, como MC Pedrinho e Melody, são citados comumente em assuntos que envolvem erotização precoce. Termos como "novinha" aparecem com frequência em letras de funk e operam como marcadores da erotização, que se dá pela objetificação sexual dos corpos e da submissão feminina.
Além do funk, a televisão também contribuiu para a adultização precoce, com música eróticas sendo rapidamente consumidas por crianças. Programas de auditório populares, como o Domingo Legal com Gugu e o Programa Raul Gil, em diferentes épocas, exibiram crianças dançando músicas do pagode baiano, incluindo a famosa “dança da bundinha” do É o Tchan e também de funk. No Programa Raul Gil, surgiu ainda o grupo Mulekada, composto por crianças que se apresentavam em coreografias que muitas vezes incorporavam elementos de sensualização, reforçando o debate sobre limites éticos na exposição infantil.
Em 2015, a cantora e atriz Maísa Silva, então com 13 anos, enfrentou críticas opostas: após lançar o clipe da música “Cabelo”, em que aparece dançando com amigas de forma lúdica, recebeu uma série de comentários afirmando que ela não era sensual o suficiente. Maísa rebateu, afirmando: “Acontece que eu tenho 13 anos, ainda não sou mulher e nem quero ser uma com essa idade. Sou uma pré-adolescente e me comporto como menina, pois conservo minha alma de criança.”
Em agosto de 2025, o influenciador brasileiro Felca publicou um vídeo no YouTube denunciando a sexualização precoce, a pedofilia e a exploração de menores nas redes sociais. Em apenas dois dias, o vídeo alcançou quase 20 milhões de visualizações e provocou ações concretas, como a desativação de perfis associados aos casos denunciados. Um dos denunciados foi Hytalo Santos, um influenciador digital que ganhou notoriedade por produzir vídeos com formato semelhante ao de reality show, gravado em casas ou mansões, onde crianças e adolescentes compartilhavam a rotinas. Hytalo já estava sendo investigado pelo Ministério Público da Paraíba desde 2024. O Conselho Tutelar afirmou que o influenciador obtém autorização dos pais dos adolescentes para participação nos vídeos, o que limita a sua capacidade de atuação. Hytalo foi preso uma semana após a divulgação do vídeo.